# Elbridge Chapman
Pour les articles homonymes, voir Chapman.
Elbridge Gerry Chapman, Jr est un major général américain né le 20 novembre 1895 et mort le 6 juillet 1954 .

## Biographie
Il participe à la Première Guerre mondiale. Le 10 octobre 1941, comme lieutenant-colonel il est nommé commandant du 88e Bataillon d'infanterie de planeur dans la 101e division aéroportée, la première unité de son genre dans l'armée américaine, il y reste jusqu'en 1942.
Il est nommé général de division et commande la 13e division aéroportée jusqu'en 1946. Le 13e division d'Airborne arrive en Europe en janvier 1945. Après la reddition de l'Allemagne, le 13e Airborne reçoit l'ordre de se préparer pour le déploiement dans le théâtre du Pacifique, mais le Japon se rend avant son arrivée. Il reçoit la Bronze Star et la Purple Heart.
Il est enterré au Golden Gate National Cemetery à San Bruno en Californie.

## Distinctions
Le général Chapman est récipiendaire des décorations suivantes :
|  |  |  |
|  |  |  |

| Distinguished Service Cross |                             |                             |                             |             |             |             |             |              |              |              |              |
| Distinguished Service Medal | Distinguished Service Medal | Distinguished Service Medal | Distinguished Service Medal | Bronze Star | Bronze Star | Bronze Star | Bronze Star | Purple Heart | Purple Heart | Purple Heart | Purple Heart |